# مزرعه طرح سبزه بلوچ
مزرعه طرح سبزه بلوچ یک منطقهٔ مسکونی در ایران است که در دهستان ارزوئیه واقع شده‌است.